# Johann Erich Schild
Johann Erich Schild (auch Schildt oder Schilt, 〰 29. Juli 1653 in Hannover; † 29. Mai 1717 ebenda) war hannoverscher Kämmerer und Münzmeister.

## Leben
Die Söhne des wenige Jahre nach dem Dreißigjährigen Krieg in der Residenzstadt Hannover geborenen und am 29. Juli 1653 getauften Johann Erich Schild wurden 1738 in den Adelsstand erhoben und begründeten damit das hannoversche Adelsgeschlecht von Schilden.
Nachdem Johann Erich Schild zeitweilig als herzoglicher Kammerschreiber tätig gewesen war, wirkte er in einem Zeitraum von rund 14 Jahren von 1676 bis 1690 als Münzmeister Hannovers. Die Signatur I. E. S. ist das Monogramm des Münzmeisters, der nach anderen Quellen 1690 bis 1695 und 1698 als solcher in Hannover tätig gewesen sein soll.
Am 8. Mai 1683 heiratete Schild in der Schlosskirche Hannover die aus dem Geschlecht der Familie Hattorf stammende Catharina Hattorf.
Ab 1690 war Schild zunächst als Kammeragent, dann als Oberkämmerer in Hannover tätig. Später übernahm er in Hannover die Aufgaben des kurbraunschweigischen und ab der Personalunion zwischen Großbritannien und Hannover auch Königlich Großbritannischen Oberkämmerers.
1708 trat der Oberzahlmeister Schild das Erbe der Lucie oder Lucia, geborene Sellenstedt, erstmals verwitwete Meyer, dann Witwe des Pastors und Büchersammlers Johann Dietrich Löwensen an. Schild sollte weitere Verfügungen über die von der Witwe der Stadt Hannover gestifteten Bibliothek treffen.

## Korrespondenz mit Leibniz
Ein handschriftlicher Brief von 1689 von Schild an Gottfried Wilhelm Leibniz und zwei Briefe von Leibniz an Schild aus den Jahren 1705 und 1706 bilden heute einen Teil des in der Gottfried Wilhelm Leibniz Bibliothek – Niedersächsische Landesbibliothek aufbewahrten Briefwechsel von Leibniz als UNESCO-Weltdokumentenerbe.